# En Concert (Jack Johnson-album)
Az En Concert az amerikai (hawaii)  Jack Johnson 2009-ben kiadott koncertlemeze és DVD-je. A számokat a 2008-as "Sleep Through the Static World Tour" során rögzítették, a turné és a kiadvány teljes bevételét a Kokua Hawaii Foundation és a Johnson Ohana Charitable Foundation javára utalták át környezeti, művészeti és oktatási projektek támogatására.

## A lemez számai
1. "Belle" / "Banana Pancakes" - 6:19
2. "If I Had Eyes"	4:11
3. "Do You Remember" / "Remember" -	3:46
4. "Sleep Through The Static" - 4:19
5. "Flake" - 5:27
6. "Bubble Toes" / "Express Yourself" - 4:18
7. "Wasting Time" - 5:01
8. "What You Thought You Need"  - 3:57
9. "Country Road" - 2:58	(Jack Johnson & Paula Fuga)
10. "Staple It Together" - 4:02
11. "Sitting, Waiting, Wishing" - 3:25
12. "Constellations" - 3:31 (Jack Johnson & Eddie Vedder)
13. "The Horizon Has Been Defeated" / "Mother And Child Reunion" - 4:23
14. "Good People" - 3:36"
15. "All At Once" - 3:45
16. "Gone" - 2:08
17. "Home" - 3:17
18. "Times Like These" - 2:20
19. "Angel" / "Better Together" - 6:13
20. "Go On" / "Upside Down" (Palais Omnisports, Bercy, Párizs) iTunes Bonus

A DVD:
1. Intro (If I Had Eyes - 11 Seconds - Palais Omnisports, Bercy, Párizs)
2. Sleep Through The Static (Palais Omnisports, Bercy, Párizs)
3. Belle (Palais Omnisports, Bercy, Párizs)
4. Banana Pancakes (Palais Omnisports, Bercy, Párizs)
5. No Other Way (Olympia Reitanlage, Munich)
6. Good People (Olympia Reitanlage, Munich)
7. Staple It Together (Olympia Reitanlage, Munich)
8. Flake (Zuiderpark, The Hague)
9. Bubbletoes (Zuiderpark, Hága)
10. Go On (Kindl-Buhne Wuhlheide, Berlin)
11. Constellations (Watergate Bay, Newquay, UK)
12. Hope (Hyde Park, London)
13. Wasting Time (Hyde Park, London)
14. Hi Tide, Low Tide (Hyde Park, London)
15. If I Had Eyes (Hyde Park 3:00-igm aztán 1:23 percnyi Párizs)
16. All At Once (Palais Omnisports, Bercy, Párizs)
17. Angel / Better Together (Palais Omnisports, Bercy, Párizs)
18. Monsoon (Palais Omnisports, Bercy, Párizs)
19. Rainbow / Buddha (Palais Omnisports, Bercy, Párizs)